# Capar (Salem)
Capar is een bestuurslaag in het regentschap Brebes van de provincie Midden-Java, Indonesië. Capar telt 783 inwoners (volkstelling 2010).